# Bloc enseignant de Concertation nationale
Le groupe Bloc enseignant de Concertation nationale (en espagnol: Bloque Magisterial de Concertación Nacional), est un groupe parlementaire de gauche du Congrès de la République péruvien. Formé en mai 2022, il rassemble plusieurs députés dissidents de Pérou libre. Le groupe est classé comme soutenant le gouvernement, mais pouvant être une force déstabilisante.

## Historique

### Fondation
Le 11 mai 2022, dix députés du groupe parlementaire de Pérou libre annoncent leur démission en raison d'un désaccord sur l'élection des nouveaux juges de la Cour constitutionnelle, sans discussion préalable. Néanmoins, la députée et l'ancienne ministre Katy Ugarte réfute la démission à la suite de cet évènement, mais évoque un accord de groupe qui avait été préparé de longue date, et dont une conférence de presse était prévue le même jour. Selon l'élue, « ils nous ont devancés » (évoquant les médias, ayant divulgué l'information et les lettres de démission).
Le 14 mai, les dix députés démissionnaires, de « l'aile enseignante » du parti Pérou libre, annoncent la création du groupe du « Bloc enseignant de Concertation nationale » (Bloque Magisterial de Concertación Nacional). 

### Composition
Le 17 mai, tandis que la formation du groupe n'est pas confirmée par le Congrès, malgré la demande, le journaliste d'El Comercio Martin Hidalgo révèle que le groupe pourrait être finalement composé de 6 membres contre 10 annoncés dans les démissionnaires, pour des raisons administratives. 
Le principal problème rencontré est la présence de quatre parlementaires qui sont toujours enregistrées officiellement au sein du parti Pérou libre dans le Jurado Nacional de Elecciones (es), c'est-à-dire l'institution régulant les partis et les élections nationales et différents scrutins. 
Comme le stipule l'article 37 du règlement du Congrès de la République, « en aucun cas les membres du Congrès qui appartiennent à un même parti ne peuvent constituer un groupe parlementaire distinct », empêchant ces mêmes quatre parlementaires de rejoindre le nouveau groupe. Les personnes concernées sont le troisième porte-parole du groupe Edgar Tello et 3 autres membres, Francis Paredes, Paul Gutiérrez et Lucinda Vásquez. 
Le groupe pourrait être donc être officialisé par la présidence du Congrès avec seulement six membres.

## Positionnement
Le groupe peut-être désigné comme de gauche, puisque les membres sont issus d'une aile de Pérou libre. La principale divergence quant au parti soutenant Pedro Castillo, c'est que les enseignants souhaitent évoluer au sein des commissions et souhaitent présider la commission de l'Éducation.
Cette présidence de la commission de l'Éducation est le principal point de divergence entre Pérou libre et l'aile enseignante, car au début de la législature en juillet 2021, la présidence de la commission avait été donnée au parti Rénovation populaire, classé à droite, en raison des mauvaises négociations des dirigeants de Pérou libre, Waldemar Cerrón (es) et Guido Bellido.
Néanmoins, le groupe ne va pas rompre l'équilibre institutionnel, le groupe soutenant également Pedro Castillo, comme l'a indiqué Waldemar Cerrón, le dirigeant de Pérou libre au Congrès. Ils ne souhaitent pas la vacance présidentielle du président, sont en faveur de l'Assemblée constituante, et l'aile des enseignants ont voté par le passé en faveur des contre-réformes électorales et universitaires proposées par Pérou libre.
Ce même groupe peut néanmoins chercher à s'immiscer au sein du gouvernement et bouleverser l'équilibre créer lors du quatrième gouvernement. Cette aile enseignante avait su avoir un représentant lors du premier gouvernement, avec l'enseignant Íber Maraví (es) comme ministre du Travail. De plus, Edgar Tello, l'un des porte-parole du groupe, évoque la nécessité pour le président Pedro Castillo de « décider quel parti est réellement au pouvoir », puisque Pedro Castillo est en théorie davantage lié aux enseignants.

## Membres
|  | Nom              | Parti | Parti | Circonscription | Groupe d'origine | Groupe d'origine |
|  | ---------------- | ----- | ----- | --------------- | ---------------- | ---------------- |
|  | Alex Paredes     |       | NI    | Arequipa        | Pérou libre      |                  |
|  | Katy Ugarte      |       | NI    | Cuzco           | Pérou libre      |                  |
|  | Segundo Quiroz   |       | NI    | Cajamarca       | Pérou libre      |                  |
|  | Edgar Tello      |       | PL    | Lima            | Pérou libre      |                  |
|  | Pasión Dávila    |       | NI    | Pasco           | Pérou libre      |                  |
|  | Francis Paredes  |       | PL    | Ucayali         | Pérou libre      |                  |
|  | Elizabeth Medina |       | NI    | Huánuco         | Pérou libre      |                  |
|  | Paul Gutiérrez   |       | PL    | Apurímac        | Pérou libre      |                  |
|  | Germán Tacuri    |       | NI    | Ayacucho        | Pérou libre      |                  |
|  | Lucinda Vásquez  |       | PL    | San Martín      | Pérou libre      |                  |